# Классен, Вилли Иванович
Классен, Вилли Иванович (27 марта 1913, г. Александровск Екатеринославской губернии — 1986, Москва) — советский учёный-горняк, специалист в области обогащения полезных ископаемых. Доктор технических наук, профессор Московского горного института. Создатель общей теории флотации, дискуссионной теории магнитной обработки воды.

## Биография
Вилли Иванович Классен родился в 1913 году в городе Александровск (ныне Запорожье) Екатеринославской губернии в семье горного инженера. После окончания Московского горного института (сейчас - Горный институт НИТУ "МИСиС") в 1935 г. В.И. Классен работал в Донбассе помощником начальника, а затем начальником углеобогатительной фабрики. Имея огромное влечение к исследовательской работе, В.И. Классен стал работать во Всесоюзном институте минерального сырья (ВИМС) в лаборатории М. А. Эйгелеса. Вскоре В.И. Классен защитил кандидатскую диссертацию.
В 1941 как немец (по отцу) был выслан в Среднюю Азию, где до 1945 работал начальником углеобогатительной фабрики и мышьякового завода на Брич-Муллинском горно-металлургическом комбинате, затем до 1947 года - в институте «Средазцветметразведка».
По возвращении в Москву работал в Институте горно-химического сырья, с 1953 г. – в Институте горного дела АН СССР, затем в Институте горючих ископаемых заведующим лабораторией гравитационных методов обогащения полезных ископаемых. С 1953 г. В.И. Классен — профессор МГИ, одновременно заведовал лабораторией в ИГД Академии наук СССР. С 1972 по 1986 гг. - заместитель директора Института горно-химического сырья.
В.И. Классен был яркой личностью и очень обаятельным человеком. Он прекрасно играл в теннис (имел первый разряд по этому виду спорта), хорошо рисовал, круг его интересов был исключительно широк.
В 1986 г. в возрасте семидесяти трех лет В.И. Классен скончался. Урна с прахом захоронена в колумбарии Ваганьковского кладбища.

## Научная и педагогическая деятельность
В.И. Классен - ученый широкого профиля, он осуществлял исследования в области обогащения угля, руд цветных и черных металлов, руд химического сырья и других полезных ископаемых. Основные его научные достижения в области флотации руд горнохимического сырья и угля, теории действия и создания флотационных реагентов, конструирования новых флотационных машин с изменяемым давлением, использования магнитной обработки воды и растворов в обогащении полезных ископаемых и других отраслях народного хозяйства.
Его монографии «Введение в теорию флотации» (в соавторстве с В.А. Мокроусовым), «Элементы теории флотации каменных углей» и «Флотация» (в соавторстве с И.Н. Плаксиным и В.А. Глембоцким) являются первой успешной попыткой создания общей теории флотации и получили широкое признание как в нашей стране, так и за рубежом. Они переведены на английский, немецкий и японский языки.
В.И. Классен первым в нашей стране начал систематическое и комплексное исследование вопросов, связанных с разнообразными применениями магнитной обработки воды. Созданная им по итогам теория магнитной обработки воды являлась и является чрезвычайно популярной, но дискуссионной с научной точки зрения.

## Публикации
Автор более 400 научных трудов, в том числе 17 монографий и учебников, имел около 60 авторских свидетельств на изобретения.
- Глембоцкий В. А., Классен В. И. Флотация. — М.: Недра, 1973. — 384 с. — 7300 экз.

## Награды
- 2 Ордена «Знак почёта»,
- почётные знаки «Шахтерская слава» I и II степени
- медали